# 黒田熊之助
黒田 熊之助（くろだ くまのすけ）は、安土桃山時代の人物。黒田孝高の次男。

## 生涯
天正10年（1582年）、黒田孝高と正室光の次男として播磨国姫路にて生まれる。兄に黒田長政がいる。
慶長2年（1597年）7月、豊前中津城で留守中、兄、長政の朝鮮出兵（慶長の役）に加われなかったことを嘆き、中津城から抜け出し秘密裏に朝鮮へ渡る途中、船が嵐にあい転覆、16歳で死去した。その時、一緒に船出した家臣の子、母里吉太夫（母里友信嫡男）、加藤吉松（黒田一成弟）、木山紹宅の3人も一緒に溺死した。死後、母の光は自身が創建した圓應寺（福岡市中央区）に熊之助の霊を弔った。のち崇福寺（福岡市博多区）にも墓碑が建立された。

## 関連作品
- 軍師官兵衛（2014年、演：佐藤陽大→田中悠翔→北村凌駕→荒井雄斗→今井悠貴）